# Лемкин, Рафаэль
Рафаэль Лемкин (пол. Rafał Lemkin, англ. Raphael Lemkin; 24 июня 1900 года, деревня Безводно, Межиречская волость, Волковысский уезд, Гродненская губерния, ныне Доброселецкий сельсовет, Зельвенский район, Гродненская область — 28 августа 1959 года, Нью-Йорк) — польско-американский юрист, автор термина «геноцид» и проекта Конвенции ООН о предупреждении и наказании преступления геноцида.

## Биография

### Ранние годы
Рафаэль Лемкин родился в еврейской семье в деревне Безводно Волковысского уезда Гродненской губернии. Был одним из троих детей Иосифа Лемкина и Беллы Померанц. Его мать занималась живописью, лингвистикой и изучала философию. После окончания торговой школы в Белостоке Рафаэль Лемкин изучал филологию и юриспруденцию (1928) во Львовском университете, был полиглотом и свободно говорил на девяти и читал на четырнадцати языках. С 1929 года работал в Варшавской прокуратуре, затем занимался адвокатской практикой.

### Создание термина «геноцид»
Будучи свидетелем многочисленных еврейских погромов, автор термина «геноцид» Рафаэль Лемкин ещё в университете начал заниматься вопросом юридической ответственности за уничтожение этнических групп. После убийства в Берлине бывшего турецкого министра, виновного в массовых убийствах, он впервые занялся проблемой геноцида армян. Возмущенный безнаказанностью, в начале 1930-гг. он начал активно лоббировать этот вопрос в международном праве.
В 1933 году Р. Лемкин на международной конференции по унификации международного права в Мадриде предложил разработать международную конвенцию против геноцида, а также выделил следующие признаки геноцида:
- Разрушение культурных ценностей и исторического наследия посредством передачи детей одной этнической группы в другую, принудительного и систематического изъятий цивилизационно-культурных элементов, запрет на использование родного языка, систематического уничтожения книг на родном языке этой группы, разрушения объектов исторического и культурного наследия (памятников, религиозных учреждений, музеев и т. д.)
- Акты жестоких агрессий в отношении отдельных физических и социальных лиц; насильственное вторжение в частную жизнь представителей конкретных групп; целенаправленное уничтожение исторической, культурной и экономической основ этих групп.

В 1941 году эмигрировал в США, где преподавал в университете Дюка, работал советником государственного и военного департаментов.
В 1944 году издал в США книгу «Правление государств „Оси“ в Оккупированной Европе» (англ. Axis Rule in Occupied Europe: Laws of Occupation, Analysis of Government, Proposals for Redress), в которой впервые ввёл в юриспруденцию термин «геноцид».
Хотя часто считается, что Лемкин создал понятие «геноцид» специально для случая Холокоста, его намерением было создание термина для описания древней военной тактики, возрожденной нацистами. Когда Рафаэль Лемкин в 1944 году создал понятие «геноцид», он сослался на истребление армян в 1915 году как на основополагающий пример геноцида.
Лемкин максимально широко трактовал понятие «геноцид», выделяя, в частности, «советский геноцид». Исходя из этого, он считал геноцидом Голодомор на Украине.
В ноябре 2015 статью «Советский геноцид в Украине» в России включили в Федеральный список экстремистских материалов.

### Конвенция о геноциде. Международно-правовая деятельность
Принимал участие в работе Нюрнбергского трибунала.
Термин «геноцид» получил международный правовой статус после принятия в декабре 1948 г. «Конвенции о предупреждении преступления геноцида и наказании за него».
Как отмечает П. Дж. Галло: «Лемкин, указывая на геноцид армян, вел неустанную кампанию, чтобы Организация Объединённых Наций приняла Конвенцию о геноциде и признала геноцид как преступление против человечества».

### 1948—1959
Лемкин умер от сердечного приступа в офисе одного из издательств.

## Память
- В мемориальном комплексе «Цицернакаберд» в Ереване установлена табличка с именем Рафаэля Лемкина и урна с землей с его могилы в Нью-Йорке[12].
- В Ереване[13] и в Нидерландах[14] именем Лемкина названа улица.
- С 2021 года в США действует неправительственная организация Институт Лемкина по предотвращению геноцидов.